# Pelorotelus macilentus
Pelorotelus macilentus är en stekelart som beskrevs av De Santis 1988. Pelorotelus macilentus ingår i släktet Pelorotelus och familjen finglanssteklar. Inga underarter finns listade i Catalogue of Life.